# القصر الملعون (فلم)
القصر الملعون هو فيلم رعب مصري من إنتاج سنة 1962، بطولة صلاح ذو الفقار ومريم فخر الدين، وإخراج حسن رضا.

## قصة الفيلم
طلب فهمي الرجل الثري والمقعد من المحامي الشاب حسن أن يحرر له وصيته، وكان يرغب في حرمان شقيقته نجية هانم من الميراث لمصلحة ابنته الوحيدة يسرية، وعندما عاد حسن لعرض الوصية على فهمي وجده قد غير رأيه بسبب ظهور بعض علامات الجنون على ابنته التي كانت تردد باستمرار أنها رأت شخصًا يقتل والدها في الظلام، يحاول حسن بمساعدة زميله فتحي الوصول إلى مفتاح السر. يشتبه في نجيه هانم وفي مرسى خادم القصر، وكانت الأشباح والأصوات الغريبة في الليل تجعل الجو متوترًا للغاية، وبعد حوادث عديدة أخذت الأمور تتضح تدريجيًا. كان شقيق فهمي التوأم قد خرج حديثًا من السجن، فحل محل شقيقه بعد أن سجنه في قاعة سرية بأسفل القصر ليقتله في الوقت المناسب، وتفشل خطة الأخ المجرم في آخر لحظة بفضل يقظة حسن وزميله وتتفتح أبواب السعادة أمام حسن ويسرية.

## طاقم التمثيل
- صلاح ذو الفقار بدور حسن
- مريم فخر الدين بدور يسرية
- علوية جميل بدور نجية
- محمود المليجي بدور فهمي
- عبد المنعم إبراهيم بدور فتحي
- ثريا فخري بدور والدة حسن
- محمود السباع بدور مرسي
- ناهد صبري بدور الراقصة
- قدرية قدري بدور خيرية
- عبد الغني النجدي بدور حارس القصر
- حسين إسماعيل بدور عامل المصنع
- إبراهيم حشمت بدور الطبيب

## روابط خارجية
- القصر الملعون في قاعدة بيانات الأفلام العربية